# Dazed
Pour les articles homonymes, voir Dazed and Confused et Génération rebelle.
Dazed (initialement Dazed & Confused) est un magazine de mode britannique fondé en 1991.

## Histoire du magazine
Il est lancé au début des années 1990 par Jefferson Hack (en) et par Rankin. Jefferson Hack va s'affirmer les années suivantes comme un éditeur de revues atypiques dans le domaine de la culture, avec d'autres créations à son actif comme Another Magazine,. Mensuelle, la publication est basée à Londres. Le titre Dazed & Confused (en français : étourdi et confus) est une référence à un titre d'un morceau de Led Zeppelin.
Rebaptisé simplement Dazed, il lance sa version en ligne en novembre 2006, Dazed Digital (en français : Dazed numérique), un site qui diffuse aussi des vidéos et micro-documentaires,.